# 마이클 그라이프
마이클 그라이프(영어: Michael Greif, 1959년 ~ )는 미국의 연극·뮤지컬 감독이다. 브로드웨이에서 공연한 《렌트》, 《잿빛 정원》, 《넥스트 투 노멀》, 《디어 에번 핸슨》 등을 연출했다.